# Crateromys heaneyi
Crateromys heaneyi — другий за величиною хмарний пацюк, який мешкає на острові Панай на Філіппінах. Це найбільш зникомий вид гризунів у Панаї та один із небагатьох відомих видів хмарних пацюків у світі.

## Морфологічна характеристика
Великий гризун з довжиною голови й тулуба від 279 до 280 мм, довжиною хвоста від 300 до 340 мм, довжиною стопи від 60 до 67 мм і довжиною вух від 20 до 24 мм. Хутро довге, щільне і м'яке. Спинна частина сірувато-коричнева, а черевна частина більш сіра з коричневою смугою, що проходить по грудях і череві. Голова з сірувато-коричневими щоками, відносно невеликими очима, оточеними кільцями світлішої шкіри, і короткими округлими вухами. Вуса довгі, чорні. На потилиці є гребінь з довгих волосків. Тильні сторони лап чорнуваті, долоні і підошви безволосі і рожеві. Пальці оснащені легкими, гострими, загнутими кігтями. Хвіст довший за голову й тулуб і густо вкритий довгими чорними волосками.

## Поведінка
Це деревний і нічний вид. Він знаходить притулок у дуплах дерев. Харчується плодами та листям.